# エチレンジアミン
エチレンジアミン （英語: ethylenediamine）は、化学式が C2H4(NH2)2 の有機化合物である。無色の液体で、アンモニア臭のある塩基性アミン。略号は EDAで、配位子のときはenと表記される。水、アルコールと任意に混ざりあう。化学合成に広く使われており、1998年には約50万トンが生産された。

## ポリエチレンアミン
エチレンジアミンはエチレングリコールの類縁体であり、ポリエチレングリコールのようにポリエチレンアミンを形成することができる。ポリエチレンアミン類の一般式は NH2(CH2CH2NH)nH で表される。
| n | 日本語名                 | 英語名                 | 略号 |
| - | ------------------------ | ---------------------- | ---- |
| 1 | エチレンジアミン         | Ethylenediamine        | EDA  |
| 2 | ジエチレントリアミン     | Diethylenetriamine     | DETA |
| 3 | トリエチレンテトラミン   | Triethylenetetramine   | TETA |
| 4 | テトラエチレンペンタミン | Tetraethylenepentamine | TEPA |
| 5 | ペンタエチレンヘキサミン | Pentaethylenehexamine  | PEHA |

- また、ピペラジンはジオキサン類縁体である。

## 合成
エチレンジアミンはアンモニアと1,2-ジクロロエタンとの反応により合成する。この時、直鎖、分岐、環状のポリアミンが同時に生成する。

## 利用
エチレンジアミンはアルブミンやカゼインなどのタンパク質に対する溶媒、電気メッキ槽、繊維の滑剤、ラテックスエマルションの安定化、ポリアミドの接着剤などとして使用される。また塗料や冷却材などの防腐剤としても用いられる。
エチレンジアミンはキレートを形成する化合物である。医学の分野では、エチレンジアミンは様々な薬剤の合成において（例：アミノフィリン、抗ヒスタミン薬など）化学的安定化剤として使用されている。
エチレンジアミンは工業化学の場においても大量に用いられている。反応性が高く、
- カルボン酸 → アミド
- 脂肪酸 → イミダゾリン
- ニトリル → アミドアミン、ポリアミド、イミダゾリン
- アルコールやグリコール → アルキル化された、または環状のエチレンアミン
- アルキルハライドやアリールハライド → 置換アミン
- 二硫化炭素 → チオカルバマート
- 無機酸 → 水溶性塩

などと様々な化合物を生成する。
またエチレンジアミンが重要な前駆体となる化合物もある。例としてエチレンジアミン四酢酸 (EDTA)、カラー写真の現像剤、プラスチックの成形や加工の際の潤滑剤、燃料の添加剤、カルバメート系殺菌剤、接着剤、柔軟仕上げ剤、界面活性剤、エポキシ樹脂硬化剤、色素などが挙げられる。